# Oxalis stenorrhyncha
Oxalis stenorrhyncha är en harsyreväxtart som beskrevs av Salter. Oxalis stenorrhyncha ingår i släktet oxalisar, och familjen harsyreväxter. Inga underarter finns listade i Catalogue of Life.